# Charlie Chan – Schatten über Chinatown
Charlie Chan – Schatten über Chinatown ist ein US-amerikanischer Kriminalfilm aus dem Jahr 1946 von Terry O. Morse mit Sidney Toler, der zum 20. Mal den von Earl Derr Biggers erfundenen chinesisch-hawaiianischen Detektiv spielt.

## Handlung
Der bekannte Detektiv Charlie Chan, sein Sohn Jimmy und sein Chauffeur Birmingham Brown sitzen in einem Bus auf dem Weg nach San Francisco, um einen Mordfall zu untersuchen, bei dem es um einen arm-, bein- und kopflosen Oberkörper geht. Kurze Zeit später, als der Bus eine Panne hat, bemerken mehrere Fahrgäste, dass sie ausgeraubt wurden. Nachdem ein US-Marine, der sich Jack Tilford nennt, zu ihnen stößt, spricht Chan privat mit einem anderen Passagier, Cosgrove, und deutet an, dass dessen Straftat nicht aufgedeckt wird, wenn er die gestohlenen Gegenstände zurückgibt. Dankbar verspricht der Taschendieb, sich in Zukunft zu revanchieren. Zurück im Bus erfährt Chan, dass Mrs. Conover nach San Francisco reist, um nach ihrer vermissten Enkelin Mary zu suchen.
In San Francisco besuchen Chan, Jimmy und Birmingham das Vermisstendezernat der Polizei, wo Chan Captain Allen offenbart, dass er zwei Ziele verfolgt. Das erste besteht im Auftrag einer Versicherungsgesellschaft darin, die Identität des Rumpfes festzustellen. Das zweite Ziel ist es, den Aufenthaltsort von Mary Conover herauszufinden. Chan vermutet, dass der Torso einem ehemaligen Showgirl namens Grace Gortner gehört, deren wohlhabender Ehemann Homer B. Pendleton starb, nachdem er eine große Versicherungspolice abgeschlossen hatte. Auf Allens Schreibtisch entdeckt Chan ein Foto des fahnenflüchtigen Marinekorporals John Thompson und erkennt, dass dies derselbe Mann ist, der sich selbst Tilford nannte. Chan kehrt in das Hotel zurück, in dem Mrs. Conover mit ihrer Freundin Kate Johnson wohnt.
Nachdem er Mrs. Conover versichert hat, dass der Körper, der eine Blinddarmnarbe aufweist, nicht Marys sein kann, essen Chan und Jimmy im Hotelrestaurant zu Mittag. Dort erkennt der Detektiv ihre Kellnerin als Mary mit gefärbten blonden Haaren. Bevor Chan jedoch ihre Großmutter mitbringen kann, um ihre Identität zu bestätigen, wird Mary von ihrem ehemaligen Arbeitgeber Mike Rogan erkannt und flieht aus dem Hotel. Jimmy und Birmingham folgen ihr, aber als Chan sie später vor Marys Wohnung trifft, gesellt sich Privatdetektiv Jeff Hay zu ihnen, der Chan erzählt, dass er ihrem Busfahrer, der eigentlich Mike Rogan ist, zu diesem Ort gefolgt ist. In der Wohnung entdecken sie Kates Leiche und Chan vermutet, dass der Mörder sie mit Mary verwechselt hat. Chan kehrt zum Vermisstendezernat zurück und erfährt, dass Grace vor ihrer Heirat in einen Mann namens Craig Winfield verliebt war. Zur gleichen Zeit wird Thompson/Tilford von der Polizei aufgegriffen und erklärt, dass er desertiert sei, um Mary zu finden, in die er verliebt war. Er fügt hinzu, dass Mary in einem Escort-Service arbeitete und Angst vor ihrem Arbeitgeber Rogan hatte. Als Chan in sein Hotel zurückkehrt, wartet Hay mit der Information, dass er Rogan in Chinatown gefunden hat, doch als sie dort ankommen, ist Rogan tot. Mary wird aufgegriffen und sie erklärt, dass Rogan herausgefunden hat, dass Thompsons Vater wohlhabend ist und ihr vorgeschlagen hat, den Sohn zu heiraten, eine große Versicherung abzuschließen und eine wohlhabende Witwe zu werden. Nach der Wiedervereinigung von Mary und ihrer Großmutter bittet Chan Mary, ihm dabei zu helfen, Rogan eine Falle zu stellen. Im dortigen Büro wird Mary von Hay überfallen, doch als er erfährt, dass sie Teil einer Polizeifalle ist, entführt er sie mit der Absicht, sie zu töten. In der Zwischenzeit ist im Nachrichtendienst des FBI ein Foto aufgetaucht, das Hay als Winfield identifiziert. Chan folgt einer Ahnung und findet Hay und Mary in Chinatown. Hay versucht, Chan zu erschießen, doch der Taschendieb Cosgrove hat die Kugeln aus seiner Waffe entfernt. Chan erklärt, dass Hay Kate getötet hat, weil er sie mit Mary verwechselt hat, und dass er auch Rogan getötet hat, um ihm die Schuld an den anderen Todesfällen zu geben.

## Hintergrund
Gedreht wurde der Film von Mitte bis Ende März 1945.
Victor Sen Yung, der für 20th Century Fox in zehn Filmen der Reihe den Jimmy Chan gespielt hatte, stand hier das erste Mal für Monogram in dieser Rolle vor der Kamera.

## Synchronisation
Die deutsche Synchronfassung entstand 1978 im Auftrag der Lingua Film GmbH in München unter der Dialogregie von Gert Rabanus.
| Rolle            | Schauspieler    | Deutscher Synchronsprecher |
| ---------------- | --------------- | -------------------------- |
| Charlie Chan     | Sidney Toler    | Klaus Höhne                |
| Birmingham Brown | Mantan Moreland | Rainer Basedow             |
| Jimmy Chan       | Victor Sen Yung | Holger Ungerer             |
| Mary Conover     | Tanis Chandler  | Lisi Mangold               |
| Jeff Hay         | John Gallaudet  | Erich Ludwig               |
| Jack Tilford     | Bruce Kellogg   | Rüdiger Bahr               |
| Cpt. Allen       | Alan Bridge     | Günther Ungeheuer          |
| Mrs. Conover     | Mary Gordon     | Toni Treutler              |
| Cosgrove         | Jack Norton     | Manfred Lichtenfeld        |
| Mrs. Myrtle      | Gladys Blake    | Edith Schneider            |
| Pronnet          | John Hamilton   | Bruno W. Pantel            |
| Jenkins          | Charles Jordan  | Jochen Striebeck           |
| Polizist         | Frank Mayo      | Charles Brauer             |

Die Einleitung wurde von Klaus Kindler gesprochen.
Anmerkung: Die kursiv geschriebenen Namen sind Rollen und Darsteller, die nicht im Abspann erwähnt wurden.

## Veröffentlichung
Die Premiere des Films fand am 27. Juli 1946 statt. In der Bundesrepublik Deutschland wurde er am 29. November 1978 im deutschen Fernsehen ausgestrahlt.

## Kritiken
Die Variety bezeichnete den Film als das übliche Charlie-Chan-Märchen. Die Originalität der Geschichte sei unwesentlich, die Dialoge dafür schwungvoll, der Film als Ganzes laufe in einer guten Geschwindigkeit.